# Vandenboschia vvedenskyi
Vandenboschia vvedenskyi là một loài dương xỉ trong họ Hymenophyllaceae. Loài này được V.I. Krecz. mô tả khoa học đầu tiên..
Danh pháp khoa học của loài này chưa được làm sáng tỏ. 